# إدواردو إسبينوزا
إدواردو إسبينوزا هو رياضياتي وسياسي بيروفي، ولد في 3 مارس 1946 في La Victoria District, Lima ‏ في بيرو. نشط حزبياً في Union for Peru ‏ (2004 – 2004). وقد انتخب عضو مجلس الشيوخ البيروفي ‏.